# Tielen

Brasão do município de Tielen em Schleswig-Holstein, Alemanha.

Tielen é um município da Alemanha, localizado no distrito de Schleswig-Flensburg, estado de Schleswig-Holstein.

## Tielen: Um Breve Mergulho na História Deste Município Alemão
Localização e População:
- Tielen é um município situado no charmoso estado de Schleswig-Holstein, no norte da Alemanha.
- Faz parte do distrito de Schleswig-Flensburg, conhecido por suas paisagens verdesjantes, rica história e cultura vibrante.
- A população de Tielen gira em torno de 290 habitantes, proporcionando um ambiente tranquilo e acolhedor.

História e Curiosidades:
- A história de Tielen remonta ao século XII, com registros que mencionam a vila como "Thile".
- Ao longo dos séculos, a região foi palco de diversos eventos históricos, incluindo guerras e inundações.
- Em 1533, após um período turbulento, o vilarejo foi reconstruído na sua localização atual, próximo ao Geestrand.
- Entre os séculos XVII e XIX, os habitantes de Tielen se destacaram como navegadores e comerciantes, com mais de 30 navios registrados na região.
- A construção do Canal Norte-Mar Báltico, no final do século XIX, redirecionou as rotas comerciais, provocando uma mudança na atividade econômica local.